# Nedre Klingen
Nedre Klingen är en sjö i Säters kommun i Dalarna och ingår i Dalälvens huvudavrinningsområde. Sjön har en area på 1,08 kvadratkilometer och ligger 125,2 meter över havet.

## Delavrinningsområde
Nedre Klingen ingår i det delavrinningsområde (670702-150414) som SMHI kallar för Utloppet av Nedre Klingen. Medelhöjden är 163 meter över havet och ytan är 9,22 kvadratkilometer. Räknas de 10 avrinningsområdena uppströms in blir den ackumulerade arean 82,79 kvadratkilometer. Nyängsån som avvattnar avrinningsområdet har biflödesordning 2, vilket innebär att vattnet flödar genom totalt 2 vattendrag innan det når havet efter 180 kilometer. Avrinningsområdet består mestadels av skog (69 procent). Avrinningsområdet har 1,04 kvadratkilometer vattenytor vilket ger det en sjöprocent på 11,3 procent.